# Il gatto e il diavolo
Il gatto e il diavolo (in originale inglese The Cat and the Devil) è un racconto per bambini di James Joyce apparso per la prima volta il 10 agosto 1936, come lettera al nipote dello scrittore, Stephen.
Combinando humour irlandese e elementi folclorici d'origine francese, in poche pagine lo scrittore costruisce una storia divertente di una beffa.
Incluso nel primo volume delle lettere, a cura di Stuart Gilbert, il racconto è stato poi pubblicato in forma di libro nel 1964 fa Dodd, Mead & Company, illustrato da Richard Erdoes, e nel 1978 in francese illustrato da Roger Blachon (l'ed. inglese corrispondente, di Schocken Books, è del 1981, quella italiana, tradotta da Giulio Lughi è del 1985). Un'edizione croata è illustrata da Tomislav Torjanac.
Un'edizione italiana precedente, curata da Enzo Siciliano con i disegni della moglie Flaminia è uscita nel 1967.
Infine un'edizione (illustrata da Giorgio Bertelli e altri) e numerata di 65 esemplari, a cura di Francesco Binni, è uscita nel 1996, con il titolo Le chat de Beaugency: una storia di Stephen.

## Trama
È la storia di una città, divisa da un fiume, in cui non avevano abbastanza soldi per costruire un ponte e quindi ci si faceva visita andando da una parte all'altra con le barche. Il sindaco fa un patto con il diavolo perché costruisca in una notte un ponte tra le due rive della città, ma il diavolo in compenso avrà l'anima della prima persona che lo attraverserà.
Quando il giorno dopo un bel ponte nuovo collega le due parti della città tutti hanno paura di attraversarlo, ma il sindaco organizza una festa con la fanfara e si presenta con una catena d'oro al collo, un secchio e un gatto.
Mentre il gatto gioca con la catena il sindaco con il secchio lo bagna e inevitabilmente il gatto scappa attraversando il ponte. Il diavolo quindi si arrabbia, ma deve stare a quel che ha detto e prende il gatto rimproverando la città in un pessimo francese. Ai cittadini però non importa, perché ora se ne vanno a passeggio sul bel ponte nuovo pieno di bambini che giocano.

## Edizioni
- Selected Letters of James Joyce, a cura di Stuart Gilbert, New York: Viking Press, 1957
- The Cat and the Devil, New York: Dodd, Mead & Company, 1964
- The Cat and the Devil, London: Faber and Faber, 1965
- Il gatto e il diavolo, Milano: Emme, 1967
- Le Chat et le diable, Paris: Gallimard, 1978
- Il gatto e il diavolo, Trieste: EL, 1985 ISBN 8870680126
- Le chat de Beaugency: una storia di Stephen, Brescia: L'obliquo, 1996.
- James Joyce, Il gatto e il diavolo, con illustrazioni di Cristiano Coppi, Edizioni ETS, Pisa 2015 > scheda online